# Зетра (каток)
Каток Зетра (сербохорв. Pista za brzo klizanje na Zetri) — открытый конькобежный каток на 16 тысяч зрителей, построенная рядом с Ледовым дворцом Зетра в Сараеве для проведения соревнований по конькобежному спорту на XIV зимних Олимпийских играх. Был повреждён во время боснийской войны 1992-95 годов.

## История
Строительство конькобежного катка для предстоящих зимних Олимпийских игр в Сараеве началось 15 ноября 1981 года, а уже 30 ноября 1982 года он был сдан в эксплуатацию. Строительство обошлось в 400 279 000 югославских динаров.
В начале 90 годов XX века во время боснийской войны весь Олимпийский комплекс в Зетре был разрушен. Так Ледовый дворец сгорел около полудня 21 мая 1992 года. Впоследствии при поддержке Международного Олимпийского комитета комплекс был восстановлен.